# Bashkia e Belshit
Bashkia e Belshit är en kommun i Albanien.   Den ligger i prefekturen Qarku i Elbasanit, i den centrala delen av landet, 40 kilometer söder om huvudstaden Tirana.
Trakten runt Bashkia e Belshit består till största delen av jordbruksmark.  Runt Bashkia e Belshit är det ganska tätbefolkat, med 192 invånare per kvadratkilometer.